# Kykladische Griffschale (NAMA 4974)

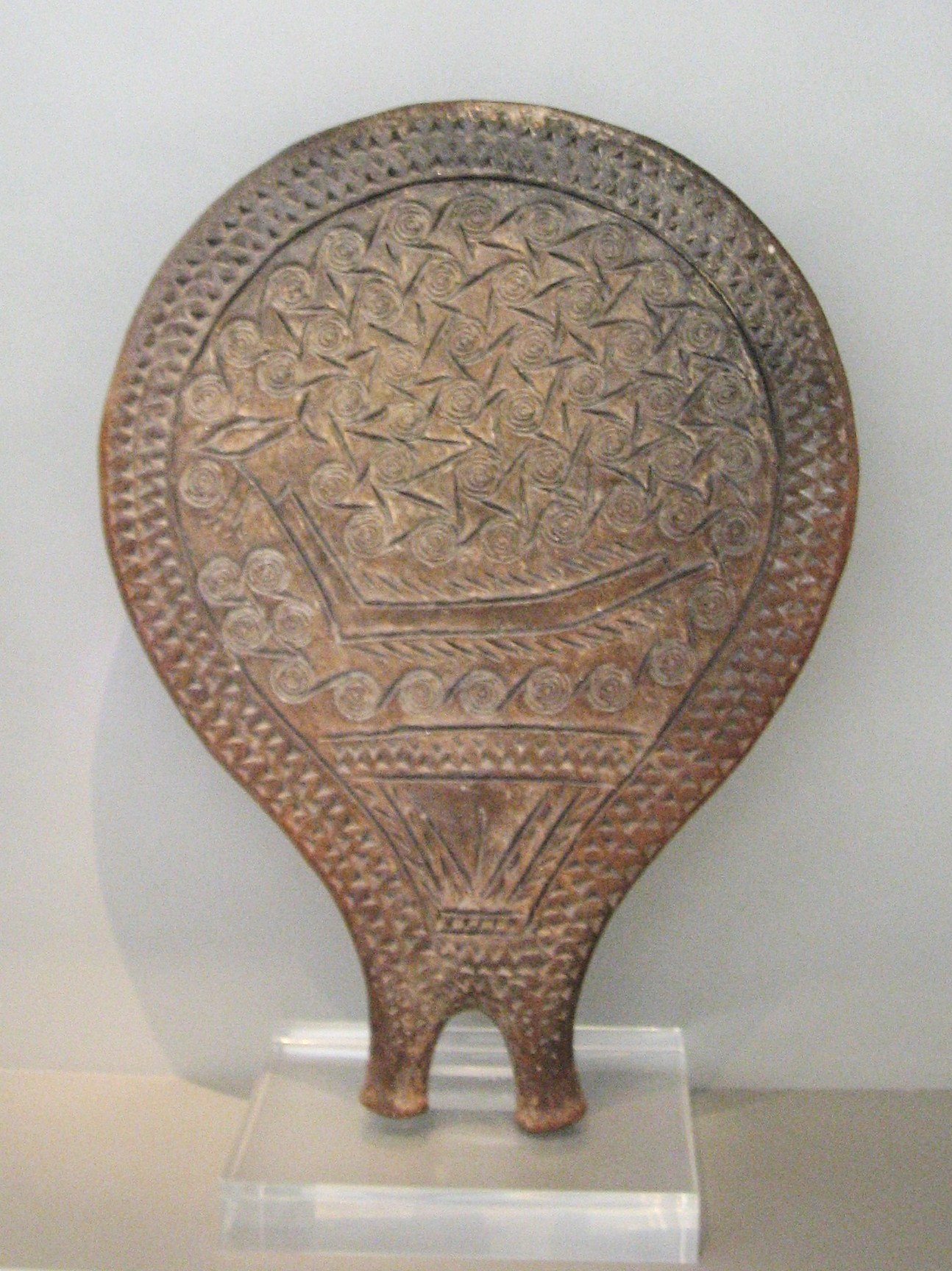
4974 (NAMA), verzierte Bodenplatte

Die Kykladische Griffschale (NAMA 4974) ist ein Tongefäß der bronzezeitlichen Kykladenkultur. Sie wird in die frühkykladische Zeit zwischen dem 28. und dem 23. Jahrhundert v. Chr. (FK II) datiert. Die Griffschale aus der Nekropole von Chalandriani auf der Kykladeninsel Syros wurde 1898 bei Grabungen unter der Leitung von Christos Tsountas zusammen mit weiteren Gefäßen entdeckt und 1899 durch Tsountas erstmals publiziert. Unter der Inventarnummer 4974 ist das Tongefäß im Archäologischen Nationalmuseum Athen ausgestellt. Der Verwendungszweck solcher Griffschalen ist nicht bekannt, sie werden oft auch als „Kykladenpfannen“ bezeichnet.

## Herkunft
Bei den Ausgrabungen der Nekropole von Chalandriani 1898 im Nordosten der Kykladeninsel Syros unter der Leitung des griechischen Archäologen Christos Tsountas wurden 540 Gräber geöffnet. Von den damals ausgegrabenen 30 Griffschalen waren auf sieben Exemplaren Langboote dargestellt.
Das Grab 174 mit etwa kreisförmigem Grundriss von 1,3 bis 1,45 m enthielt neben dem in Hockerlage bestatteten Toten fünf Fundstücke. Der Leichnam war auf seiner linken Körperseite niedergelegt, sein Schädel ruhte auf einer kissenartigen Steinplatte. Neben den Händen und der Seite lagen zwei weitere Steine. Vor dem Kopf lag eine Marmorschale. Die Griffschale, eine Tonschale, ein zerbrochener Tonkrug sowie eine ritzverzierte Knochentube waren hinter dem Kopf platziert.

## Beschreibung

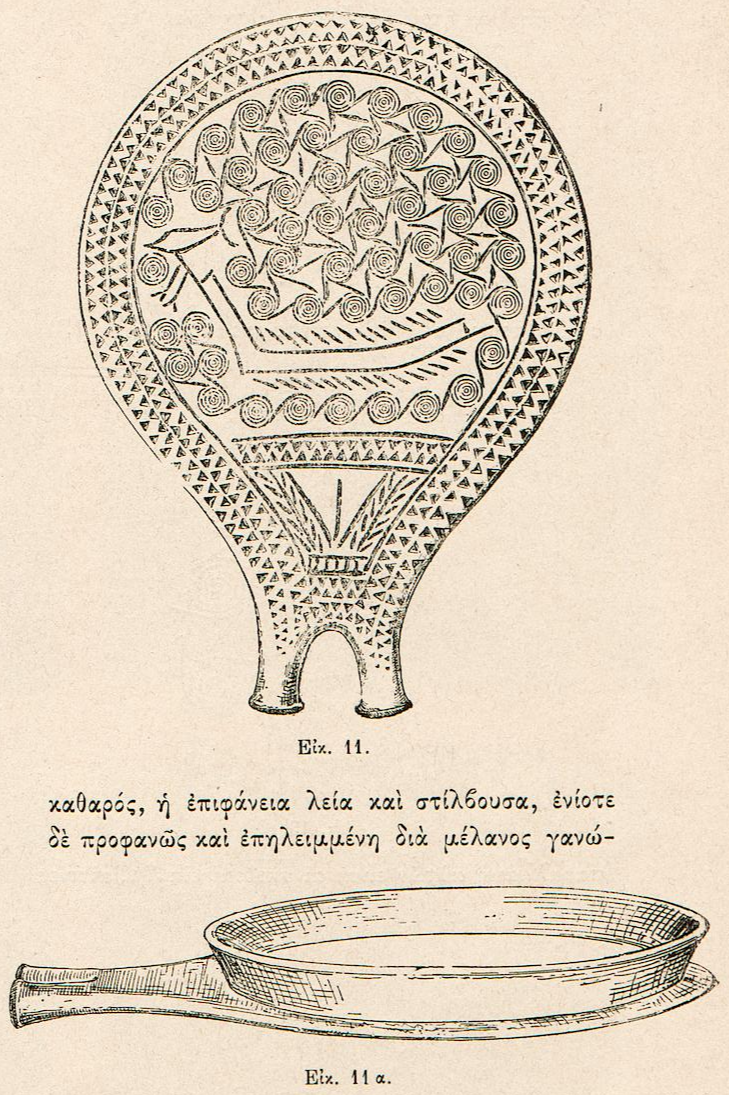
Verzierte Bodenplatte und seitliche Ansicht (Christos Tsountas, 1899)

Das Tongefäß hat am Schalenrand einen Durchmesser von 20 cm. Die vorspringende Bodenplatte von 20,7 cm Durchmesser trägt eine aufgesetzte, nach außen abgeschrägte, schmucklose Wandung. Die Gesamtlänge mit Griff beträgt 28,2 cm. Die Ritzverzierung ist sehr tief und kräftig. Die gesamte Bodenplatte mit Füßchengriff ist mit einer eingedrückten, doppelten Kerbschnitt-Bordüre umrahmt, diese ist von einer dünnen Ritzlinie umschlossen. Der Füßchengriff endet in zwei knopfartigen Fortsätzen mit rundem Querschnitt. Auf dem Griffansatz oberhalb des Füßchengriffs ist ein Schamdreieck eingeritzt. Es wird durch ein Kerbschnittband vom Hauptbild getrennt. In regelmäßigen Abständen eingestempelte, konzentrische Kreise, die durch eingeritzte Tangenten netzartig verbunden sind, umgeben ein Schiffsmotiv, das etwas unterhalb der Mitte, gegenüber dem Griff eingeritzt ist. Der Rumpf des Langboots und ein nach oben weisendes Schiffsende sind durch eingeritzte Doppellinien dargestellt. Ein Fischsymbol und zwei Banner befinden sich am hohen Schiffsende. Ober- und unterhalb des Schiffsrumpfes sind Paddel oder Ruder durch kurze, schräge Linien dargestellt. Ihre Anzahl differiert auf beiden Bootseiten, oberhalb 14 und 15 unterhalb. Eine Besonderheit zeigt sich in der Ausrichtung des Schiffes im Vergleich zu anderen Griffschalen. Es handelt sich um die einzig bekannte Darstellung des hohen Schiffsendes auf der linken Seite. Die Lage von Bug und Heck ist bei den Darstellungen kykladischer Langboote ungeklärt.
Abgesehen von einem etwa 10 cm langen ausgebrochenen Randstück der Schale ist das Gefäß vollständig erhalten. Sie ist aus einem dunkel-rotbraunen, stark und grob mineralischem gemagerten Ton hergestellt. Der Firnisüberzug an der Oberfläche ist gut deckend und etwas fleckig, im Gefäßinneren ist er dunkler.
Die Form und die Dekorationen sind sorgfältig ausgearbeitet. Die Qualität der Arbeit wird als „mit größter Sorgfalt und Meisterschaft ausgeführt“ charakterisiert.

## Bedeutung
Griffschalen vom Chalandriani-Typ stehen am Entwicklungsende dieser Keramikform, sie werden nach FK II datiert. Die Vorgänger vom Aplomata-Typ zeigen in der tendenziell kreisrunden Bodenplatte und der Griffform wesentliche Unterscheidungsmerkmale. Dagegen haben die Griffschalen vom Chalandriani-Typ eine ovale Bodenplatte und sehr oft Füßchengriffe. Die vom Aplomata-Typ bekannten Verzierungen wie Sternmotive und die miteinander verbundenen Spiralen werden häufig um Schiffsdarstellungen auf Laufspiralenhintergrund ergänzt. Einritzungen in Form weiblicher Genitalien sind beim Chalandriani-Typ weit verbreitet. Normalerweise befindet sich die Darstellung als Dreiecksmuster mit einem zentralen vertikalen Schnitt am Übergang zum Griff. Auch Beispiele auf der Griffoberseite sind bekannt.
Drei weitere Griffschalen mit sehr ähnlichen Verzierungen sind bekannt. Mit Ausnahme der Schiffsdarstellung handelt es sich bei dem Exemplar aus Grab 307 von Chalandriani um eine weitestgehend übereinstimmende Arbeit. Zu dieser ist die Griffschale aus dem Archäologischen Nationalmuseum Florenz nahezu identisch. Möglicherweise wurde zu ihrer Verzierung derselbe Kreismusterstempel verwendet, mit großer Wahrscheinlichkeit wurden sie von demselben Handwerker gefertigt. Die dritte Griffschale stammt aus einer Ausgrabung von Clon Stephanos. Bei dieser wurde statt eines Kreisstempels ein Spiralstempel verwendet, das Schiff weist in die übliche Richtung. Für die letzten beiden Griffschalen ist die Fundsituation nicht bekannt. Für alle vier Exemplare kann die Herstellung in derselben Werkstatt oder deren Umfeld sowie eine ungefähr gleichzeitige Herstellungszeit vermutet werden.
Nach den jüngsten Erkenntnissen sind dreizehn Griffschalen mit Schiffsdarstellungen von Syros bekannt, davon sind auf einem Exemplar zwei Schiffe dargestellt. Die Herkunft eines weiteren Exemplars mit einer Schiffsdarstellung ist unbekannt. Die Schiffsdarstellung ist von einem gestempelten Netzwerk aus konzentrischen Kreisen oder Spiralen umgeben. Besonders die einheitlichen Schiffsdarstellungen lassen auf nur wenige Künstler schließen.